# Chlebowiec

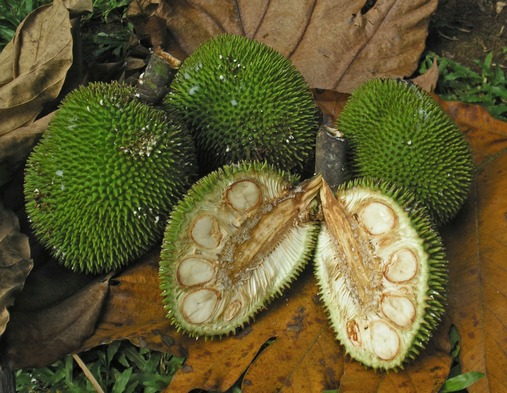
Owoce A. hetrophyllus

Chlebowiec (Artocarpus J. R. Forst. & G. Forst.) – rodzaj roślin z rodziny morwowatych. Obejmuje 56 gatunków. Rośliny te rosną w Azji Południowo-Wschodniej, wyspach zachodniej Oceanii oraz w północnej części Australii. Owoce szeregu gatunków są jadalne. Popularnie uprawiane (współcześnie w tropikach także poza pierwotnym zasięgiem) są takie gatunki jak: chlebowiec właściwy, różnolistny, chempedak i wonny.

## Morfologia
Wiecznie zielone drzewa podobne do figowców. Kora, łodygi i liście po uszkodzeniu wydzielają sok mleczny. Kwiaty rozdzielnopłciowe, kwiaty żeńskie gęsto skupione na krótkich i mięsistych szypułkach. Owoc mięsisty.

## Systematyka
Synonimy
Polyphema  Lour., Radermachia Thunb., Sitodium Parkinson
Pozycja systematyczna według APweb (2001...)
Rodzaj należący do rodziny morwowatych (Moraceae), która wraz z siostrzanym kladem pokrzywowatymi należy do kladu kladu różowych w obrębie okrytonasiennych.
Wykaz gatunków
- Artocarpus altilis (Parkinson) Fosberg – chlebowiec właściwy, drzewo chlebowe
- Artocarpus altissimus (Miq.) J.J.Sm.
- Artocarpus anisophyllus Miq.
- Artocarpus annulatus F.M.Jarrett
- Artocarpus borneensis Merr.
- Artocarpus brevipedunculatus (F.M.Jarrett) C.C.Berg
- Artocarpus chama Buch.-Ham.
- Artocarpus dadah Miq.
- Artocarpus elasticus Reinw. ex Blume
- Artocarpus excelsus F.M.Jarrett
- Artocarpus fretessii Teijsm. & Binn. ex Hassk.
- Artocarpus fulvicortex F.M.Jarrett
- Artocarpus glaucus Blume
- Artocarpus gomezianus Wall. ex Trécul
- Artocarpus gongshanensis S.K.Wu ex C.Y.Wu & S.S.Chang
- Artocarpus griffithii (King) Merr.
- Artocarpus heterophyllus Lam. – chlebowiec różnolistny, drzewo bochenkowe
- Artocarpus hirsutus Lam.
- Artocarpus hispidus F.M.Jarrett
- Artocarpus humilis Becc.
- Artocarpus hypargyreus Hance ex Benth.
- Artocarpus integer (Thunb.) Merr. – chlebowiec chempedak
- Artocarpus kemando Miq.
- Artocarpus lacucha Buch.-Ham.
- Artocarpus lamellosus Blanco
- Artocarpus lanceifolius Roxb.
- Artocarpus longifolius Becc.
- Artocarpus lowii King
- Artocarpus montanus E.M.Gardner & Zerega
- Artocarpus nanchuanensis S.S.Chang S.C.Tan & Z.Y.Liu
- Artocarpus nigrifolius C.Y.Wu
- Artocarpus nobilis Thwaites
- Artocarpus obtusus F.M.Jarrett
- Artocarpus odoratissimus Blanco – chlebowiec wonny
- Artocarpus ovatus Blanco
- Artocarpus palembanicus Miq.
- Artocarpus parvus Gagnep.
- Artocarpus petelotii Gagnep.
- Artocarpus pithecogallus C.Y.Wu
- Artocarpus reticulatus Miq.
- Artocarpus rigidus Blume
- Artocarpus rubrosoccatus E.M.Gardner, Chaveer. & Zerega
- Artocarpus rubrovenius Warb.
- Artocarpus sarawakensis F.M.Jarrett
- Artocarpus sepicanus Diels
- Artocarpus sericicarpus F.M.Jarrett
- Artocarpus styracifolius Pierre
- Artocarpus subrotundifoliu s Elmer
- Artocarpus tamaran Becc.
- Artocarpus teysmannii Miq.
- Artocarpus thailandicus C.C.Berg
- Artocarpus tomentosulus F.M.Jarrett
- Artocarpus tonkinensis A.Chev. ex Gagnep.
- Artocarpus treculianus Elmer
- Artocarpus vrieseanus Miq.
- Artocarpus xanthocarpus Merr.

## Skamieniałości
Skamieniałe liście i owoce †Artocarpus dicksoni zostały znalezione w kredowych formacjach zachodniej Grenlandii. Skamieniałe liście †A. ordinarius odkryto w warstwie kredowej na południowym brzegu rzeki Jukon nieopodal Rampart na Alasce. Skamieniałości †Artocarpus californica znaleziono w warstwach z eocenu i miocenu na wybrzeżu Kalifornii i Oregonu. Osiem kopalnych gatunków chlebowca (†A. capellinii, †A. isseli, †A. macrophylla, †A. massalongoi, †A. multinervis, †A. ovalifolia, †A. sismondai i †A. taramellii) z rupela zostało opisanych na podstawie skamieniałych liści zebranych w latach 1857-1889 w Santa Giustina i Sassello w środkowej Ligurii we Włoszech.

## Zastosowanie
Niektóre gatunki tego rodzaju mają jadalne owoce i są one powszechnie uprawiane. Owoce chlebowca są powszechnie uprawiane w tropikalnej Azji Południowo-Wschodniej. W Ghatach Zachodnich chlebowca uprawia się dla owoców i drewna.